# Río Outardes
El río aux Outardes (en francés: Rivière aux Outardes; en inglés: Outardes River, que significa «río de las avutardas») es un río de Canadá que discurre por la región administrativa de Côte-Nord de la provincia de Quebec. Con las fuentes más lejanas del lago Plétipi, el río alcanza los 499 km de longitud, drena una cuenca de 19.900 km² y tiene un caudal aproximado de 389 m³/s.

## Historia
El río fue llamado primero Cane o Caen por Jean Alfonse en 1544. El nombre riviere aux Outardes comenzó a usarse después de su aparición en los mapas de Jacques-Nicolas Bellin en 1744 y 1764. Los mapas ingleses de finales del siglo XVIII y principios del XIX lo muestran como Bustard River, como una traducción de la arcaica palabra francesa bistarde o oustarde. Hoy outardes es la palabra en francés canadiense usada para el ganso de Canadá o barnacla canadiense, una especie de ganso.
Los indígenas innu le llaman Pirebistibit, Peritibistokou, Pletipishtuk o Piletipîstuk Shipu, que significa «río perdiz».

## Geografía
El río aux Outardes nace en un lugar remoto, sin nombre, a unos 20 km al sur de las montañas Otish, en el territorio no organizado de Mont-Valin. Fluye en dirección generalmente sur, pasando a través del lago Plétipi (339 km²) y del lago Burnt Islands (lac Îles Brûlées) y se ensancha hacia la mitad de su curso para formar el gran embalse Outardes 4. Tras recorrer 417 km, desemboca finalmente en la bahía Outardes del estuario del río San Lorenzo, al este de la localidad de Chute-aux-Outardes (1.739 hab. en 2010) y a unos 20 km al suroeste de Baie-Comeau. En su desembocadura, el río se ensancha y fluye sobre una barra de arena, por lo que es muy poco profundo. Hay varias islas en la bahía, siendo las más notables son  la isla White (île Blanche), una roca de granito blanco de 23 m de altura, y la isla Mine (île de la Mine), otra roca roja desnuda de 15 m de alto.
El río desagua en el tramo de estuario localizado entre las bocas del río Betsiamites, al oeste, y del río Manicouagan (de 560 km), al este.
Entre sus afluentes más importantes destacan:
- río Silver (rivière à l'argent), con su subafluente el río Villéon;
- río Long Wood (rivière du Bois Long);
- río Matonipi

### Aprovechamiento hidroeléctrico
Durante los años 1960 y 1970, se construyeron en el río tres centrales hidroeléctricas gestionadas por Hydro-Québec, parte del Proyecto Manic-Outardes:
- Presa - Central Outardes 2, una presa de tipo «run of the-river» (presas de pasada con poco almacenamiento de agua) cerca de la desembocadura del río en Chute-aux-Outardes, puesta en servicio en 1978 con una potencia instalada de 523 MW y un área embalsada de 28 km²;
- Presa - Central Outardes 3, otra presa de tipo «run of the-river», con 1026 MW y un área embalsada de 11 km²;
- Presa - Central Outardes 4, con una potencia instalada de 785 MW y una superficie de embalse de 650 km²;